# (1584) Fuji
(1584) Fuji est un astéroïde de la ceinture principale.

## Description
(1584) Fuji est un astéroïde de la ceinture principale. Il fut découvert le 7 février 1927 à Tokyo par Okuro Oikawa. Il présente une orbite caractérisée par un demi-grand axe de 2,38 UA, une excentricité de 0,19 et une inclinaison de 26,6° par rapport à l'écliptique.

## Compléments